# 9242 Olea
A 9242 Olea (ideiglenes jelöléssel 1998 CS3) a Naprendszer kisbolygóövében található aszteroida. Eric Walter Elst fedezte fel 1998. február 6-án.